# Batalha de Wörth

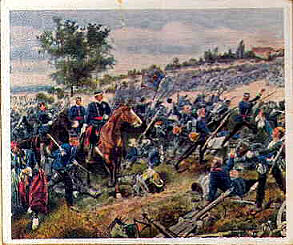
As tropas de Württemberg atacam em Wœrth.

A Batalha de Wörth, também conhecida como Batalha de Reichshoffen ou como Batalha de Frœschwiller, refere-se à segunda batalha de Wörth, que ocorreu em 6 de agosto de 1870 nos estágios iniciais da Guerra Franco-Prussiana (a primeira Batalha de Wörth ocorreu em 23 de dezembro de 1793 durante as Guerras Revolucionárias Francesas). Na segunda batalha, tropas da Alemanha comandadas pelo príncipe herdeiro Frederick William e dirigidas por seu chefe de gabinete, o general Leonhard Graf von Blumenthal, derrotaram os franceses sob o comando do marechal MacMahon próximo ao vilarejo de Wœrth na Alsácia, no rio Sauer, 10 quilômetros (6,2 milhas) ao norte de Haguenau.

## Resultado

### Analise
O marechal Patrice de Mac-Mahon não recebeu apoio das tropas francesas vizinhas. A batalha foi vencida pelo peso esmagador dos números: o estado-maior prussiano conseguiu colocar nada menos que 75 000 soldados de infantaria, 6 000 de cavalaria e 300 canhões, dos quais 71 000 fuzis, 4 250 sabres e 234 canhões entraram em ação, contra 32 000 fuzis, 4850 sabres e 101 canhões do lado francês. A superioridade do chassepot francês sobre o fuzil Dreyse prussiano foi cancelado pelo maior número de fuzis do lado alemão; embora os prussianos geralmente pudessem usar sua superioridade numérica para lançar um fogo convergente sobre os franceses, o último acertou quase o dobro do número de acertos com aproximadamente o mesmo peso de munição disparada. Os franceses, no entanto, não tinham resposta para a artilharia alemã superior e, em quase todos os casos, foram os terríveis tiros de granada que interromperam os contra-ataques franceses. Todos esses ataques foram no mais alto grau honrosos para o exército francês, e muitos chegaram mais perto de frustrar o sucesso final dos alemães do que se supunha.

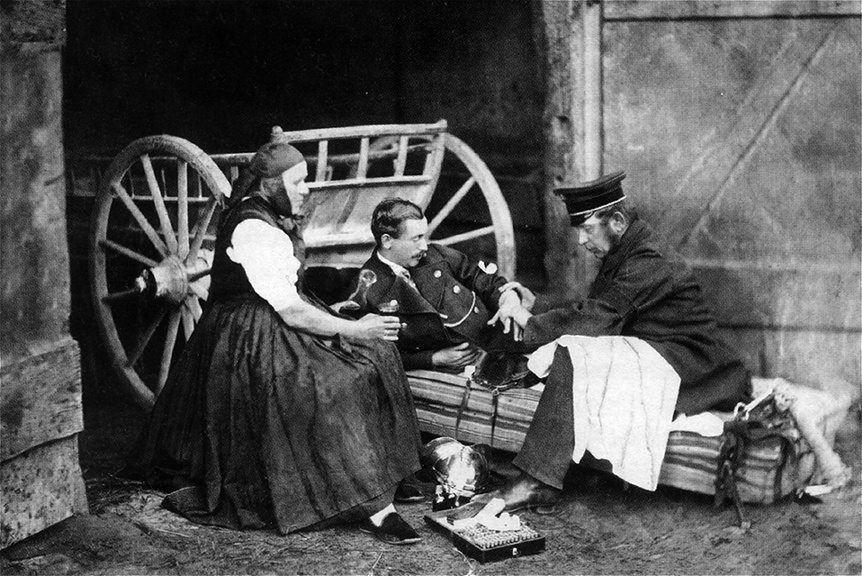
Médico e oficial alemão após a batalha de Wörth

### Vítimas
Os alemães perderam 103 oficiais e 1 483 homens mortos, 383 oficiais e 7 207 homens feridos e 1 373 homens desaparecidos. As baixas de cavalos totalizaram 341. Os franceses perderam 5 884 homens mortos e feridos e talvez 9 212 capturados, representando uma perda total de cerca de 32%. Alguns regimentos franceses mantiveram uma aparência de disciplina depois de sofrer enormes perdas. O 2º Turcos perdeu 93%, o 13º Hussardos 87%, o 3º Zouaves 80% e treze regimentos ao todo perderam mais de 50% de sua força. O exército de Frederick William capturou 200 oficiais, 9 000 homens alistados, 1 águia, 4 estandartes turcos, 28 canhões, 5 mitrailleuses, 91 limbers, 23 vagões de rifles e armas laterais, 158 outras carruagens e 1 193 cavalos.